# Fernandaires
Fernandaires é uma aldeia anexa da freguesia de Vila de Rei, concelho de Vila de Rei, situada a cerca de 15 quilómetros da sede do concelho.
Localiza-se num bom enquadramento paisagístico, proporcionado pela baía que a  Barragem de Castelo de Bode forma naquele local, constituindo um dos locais de maior beleza natural do concelho de Vila de Rei. Muito visitada, principalmente no Verão, onde é possível usufruir de uma piscina flutuante, bar, balneário, além de uma vasta zona de banhos servida por excelentes acessos, na praia fluvial de Fernandaires. 